# 国際観光産業振興議員連盟
国際観光産業振興議員連盟（こくさいかんこうさんぎょうしんこうぎいんれんめい）は、カジノに否定的な3党（社民党、共産党、れいわ新選組）を除く日本の超党派国会議員による議員連盟。略称：IR議連（アイアールぎれん）。2010年4月14日に参加者74人で発足した。

## 概要
通称、カジノ議連（カジノぎれん）。
カジノの合法化による観光産業の振興を行うと同時に、パチンコの換金合法化を目的として発足。参加議員は現在224名。
カジノ導入に向けての動きは、2012年年明けにも起こり、民主党は超党派の国際観光産業振興議員連盟が検討している、カジノを核とした特定複合観光施設区域の整備の推進に関する法律案（IR推進法案）を内閣部門会議で1月31日に了承した。

## 役員
会長
- 空席

副会長
- 野田聖子（衆議院議員：自民）
- 前原誠司（衆議院議員：維新）
- 桜井充（参議院議員：自民）

最高顧問
- 小沢一郎（衆議院議員：立民）

顧問
- 茂木敏充（衆議院議員：自民）

幹事長
- 岩屋毅（衆議院議員：自民）
- 牧義夫（衆議院議員：立民）

副幹事長
- 葉梨康弘（衆議院議員：自民）
- 柴山昌彦（衆議院議員：自民）
- 坂井学（衆議院議員：自民）
- 平井卓也（衆議院議員：自民）
- 玉木雄一郎（衆議院議員：国民）
- 田嶋要（衆議院議員：立民）
- 笠浩史（衆議院議員：立民）

事務局長
- 萩生田光一（衆議院議員：自民）

事務局次長
- 中村裕之（衆議院議員：自民）
- 伊東良孝（衆議院議員：自民）
- 伊藤忠彦（衆議院議員：自民）
- 山口壯（衆議院議員：自民）
- 國場幸之助（衆議院議員：自民）
- 大家敏志（参議院議員：自民）
- 三原じゅん子（参議院議員：自民）
- 浦野靖人（衆議院議員：維新）
- 馬場伸幸（衆議院議員：維新）
- 青木愛（参議院議員：立民）

## 主なメンバー

### 衆議院議員

#### 自由民主党
- 逢沢一郎
- 赤沢亮正
- 石原宏高
- 石田真敏
- 井上貴博
- 井林辰憲
- 今枝宗一郎
- 上野賢一郎
- 遠藤利明
- 勝俣孝明
- 金子恭之
- 上川陽子
- 工藤彰三
- 河野太郎
- 古賀篤
- 後藤茂之
- 佐々木紀
- 鈴木貴子
- 武部新
- 津島淳
- 冨樫博之
- 永岡桂子
- 長坂康正
- 西村康稔
- 平沢勝栄
- 藤井比早之
- 船田元
- 星野剛士
- 堀内詔子
- 御法川信英
- 宮内秀樹
- 宮崎政久
- 武藤容治
- 山際大志郎
- 山田賢司

#### 公明党
- 輿水恵一
- 佐藤英道

#### 立憲民主党
- 奥野総一郎
- 小熊慎司
- 野間健

#### 日本維新の会
- 伊東信久
- 井上英孝

#### 国民民主党
- 古川元久
- 村岡敏英

#### 無所属
- 世耕弘成
- 松原仁

### 参議院議員

#### 自由民主党
- 長谷川岳
- 福山守
- 船橋利実

#### 参政党
- 松田学

## 元メンバー
- 池坊保子（副会長・2012年に引退）
- 古賀一成（会長・2012年に落選）
- 石井一（2013年に落選）
- 麻生太郎（最高顧問・2014年に退会）[7]
- 安倍晋三（最高顧問・2014年に退会）[8]
- 泉原保二（2014年に引退）
- 石原慎太郎（最高顧問・2014年に落選）
- 田沼隆志（事務局次長・2014年に落選）
- 岩永裕貴（2014年に落選）
- 上杉光弘（2014年に落選）
- 坂元大輔（2014年に落選）
- 桜井宏（2014年に落選）
- 新原秀人（2014年に落選）
- 清水誠一（2014年に落選）
- 末吉光徳（2014年に落選）
- 高橋美穂（2014年に落選）
- 藤井孝男（2014年に落選）
- 山之内毅（2014年に落選）
- 青柳陽一郎（2015年に退会）
- 松田公太（副会長・2016年に引退）
- 柳澤光美（2016年に引退）
- 小池百合子（2016年に議員辞職）
- 鳩山邦夫（顧問・2016年に死去）
- 白石徹（2017年に死去）
- 上西小百合（2017年に引退）
- 亀井静香（2017年に引退）
- 鈴木克昌（2017年に引退）
- 樋口尚也（2017年に引退）
- 平沼赳夫（2017年に引退）
- 武藤貴也（2017年に引退）
- 保岡興治（2017年に引退）
- 石関貴史（副幹事長・2017年に落選）
- 今津寛（2017年に落選）
- 小沢鋭仁（2017年に落選）
- 河野正美（2017年に落選）
- 木下智彦（2017年に落選）
- 今野智博（2017年に落選）
- 椎木保（2017年に落選）
- 島田佳和（2017年に落選）
- 長崎幸太郎（2017年に落選）
- 松浪健太（2017年に落選）
- 松野頼久（2017年に落選）
- 園田博之（副会長・2018年に死去）
- 大見正（2019年に辞職）
- 中山恭子（副会長・2019年に引退）
- 丸山穂高（2019年に退会）[9]
- 遠山清彦（2021年に議員辞職）
- 吉川貴盛（副会長・2021年に議員辞職）
- 菅原一秀（2021年に議員辞職）
- 岩井茂樹（2021年に議員辞職）
- 河村建夫（副会長・2021年に引退）
- 秋元司 (2021年に引退)
- 荒井聰（2021年に引退）
- 大塚高司（2021年に引退）
- 加藤寛治（2021年に引退）
- 塩崎恭久（2021年に引退）
- 白須賀貴樹（2021年に引退）
- 竹本直一（2021年に引退）
- 冨岡勉（2021年に引退）
- 山本幸三（副会長・2021年に落選）
- 上野宏史（事務局次長・2021年に落選）
- 生方幸夫（2021年に落選）
- 門博文（2021年に落選）
- 金子万寿夫（2021年に落選）
- 神山佐市（2021年に落選）
- 小松裕（2021年に落選）
- 左藤章（2021年に落選）
- 中山泰秀（2021年に落選）
- 原田憲治（2021年に落選）
- 松本純（2021年に落選）
- 村上史好（2021年に落選）
- 北村誠吾（副幹事長・2023年に死去）
- 細田博之（会長・2023年に死去）
- 柿沢未途（副会長・2024年に議員辞職）
- 谷川弥一（2024年に議員辞職）
- 堀井学（2024年に議員辞職）
- 金田勝年（副会長・2024年に引退）
- 池田佳隆（2024年に引退）
- 大西英男（2024年に引退）
- 奥野信亮（2024年に引退）
- 越智隆雄（2024年に引退）
- 桜田義孝（2024年に引退）
- 杉田水脈（2024年に引退）
- 中川正春（2024年に引退）
- 林幹雄（2024年に引退）
- 下村博文（顧問・2024年に落選）
- 秋葉賢也（副幹事長・2024年に落選）
- 武井俊輔（事務局次長・2024年に落選）
- 鷲尾英一郎（事務局次長・2024年に落選）
- 青山周平（2024年に落選）
- 伊佐進一（2024年に落選）
- 大塚拓（2024年に落選）
- 小里泰弘（2024年に落選）
- 亀岡偉民（2024年に落選）
- 神田憲次（2024年に落選）
- 佐藤茂樹（2024年に落選）
- 高木宏壽（2024年に落選）
- 田中英之（2024年に落選）
- 中山展宏（2024年に落選）
- 西村明宏（2024年に落選）
- 牧原秀樹（2024年に落選）
- 細田健一（2024年に落選）
- 三ッ林裕巳（2024年に落選）
- 衛藤晟一（2025年に引退）
- 中田宏（2025年に落選）
- 比嘉奈津美（2025年に落選）

## 中国企業からの利益供与問題
2019年12月、中国企業500ドットコムによるカジノ汚職が報じられ、この議連から自民党の秋元司、白須賀貴樹、岩屋毅、宮崎政久、船橋利実、中村裕之、日本維新の会の下地幹郎の名が挙がった（秋元は収賄容疑で逮捕）。IR推進関係者は、2010年当時は民主党政権で民主党議員がトップだったが、このときは自民党ばかりで、利権好きの自民党に任せたからこんなことになったとぼやいた。
2020年1月7日、下地が現金を受け取っていたことを認めた上で日本維新の会を離党届を提出。一方、自民党では宮崎に関して週刊文春の報道があった他、船橋に関しては領収書や差額に関する説明に地元から批判が噴出した。
秋元司の保釈条件には白須賀貴樹と勝沼栄明前議員、500ドットコム社側が100万円ずつを渡したと供述した下地幹郎ら5議員も接触制限の対象とした。
2021年9月7日、東京地方裁判所は、収賄と組織犯罪処罰法違反（証人等買収）の罪に問われた秋元司に対し、懲役4年、追徴金約760万円の実刑判決を言い渡した。

## アメリカ企業からの利益供与問題
- 萩生田光一が2020年1月31日の予算委員会で米カジノ大手のアドバイザーを務める日本企業が自身の政治資金パーティー券を過去に買っていたと明らかにした[16]。